# سد شورک
سد شورک در ۲۵ کیلومتری جنوب غربی شهر شیروان و ۱۹۰ کیلومتری شمال غربی مشهد بر روی رودخانه‌ای به نام شورک ساخته شده‌است. رودخانه شورک یکی از سرشاخه‌های رود اترک است. ساخت این سد طی سالهای ۱۳۸۳–۱۳۷۸ ساخته شد ولی بعد از ۱۶ سال هنوز آبگیری جدی نشده‌است.

## سدی بدون آب
سد شورک با هزینه ۵۹ میلیارد ریال با هدف تجمیع سیلاب‌های فصلی در مخزن سد و جلوگیری از بروز خسارت‌های آن به مناطق روستایی در سال ۱۳۸۳ ساخته شد. ولی اهداف اعلامی برای ساخت این سد محقق نشد. عدم مکان‌یابی مناسب برای احداث این سد درگذشته یکی از علل بی‌آب ماندن آن بوده. پس از ۱۶ سال از تکمیل ساخت بیشترین حجم سیلاب در این سد ۳۰۰ هزار مترمکعب و همیشه حجم ذخیره آب در مخزن سد زیر یک میلیون مترمکعب بوده‌است ولی حجم  آب مرده سد نیم میلیون متر مکعب بوده‌است.
این سد از نوع سنگ‌ریزه‌ای،و هسته رسی قائم است که ارتفاع آن از پی ۵۰ متر، از بستر رودخانه ۳۵/۵ متر، طول تاج آن ۲۰۰ متر و عرض آن ۹ متر است.
مساحت دریاچه این سد ۲۷ هکتار، حجم خاک‌ریزی ۶۳ هزار و ۲۰۰ مترمکعب و حجم بتن‌ریزی سرازیر و کالورت آن ۲۴ هزار مترمکعب است.